# Yankee JK Kuzuhana-chan
Yankee JK Kuzuhana-chan (ヤンキーJKクズハナちゃん Yankī JK Kuzuhana-chan?) es una serie de manga escrita e ilustrada por Toshinori Sogabe. Comenzó a serializarse en la revista número 16 de Shūkan Shōnen Champion de Akita Shoten el 19 de marzo de 2020, y se ha compilado hasta el momento en quince volúmenes tankōbon.

## Sinopsis
La historia es ambientada en la escuela secundaria de la prefectura de Moteshiro, donde la proporción de los estudiantes es de 1 hombre y 359 mujeres. Hodaka Saotome, el único chico, no tiene más remedio que asistir a esta escuela secundaria con un departamento de moda porque la casa de sus padres es una sastrería, y Moteshiro es famosa por su carrera de diseño de moda.
Hodaka es constantemente asediado por sus compañeras, sin embargo esto cambia cuando es rescatado de un incidente por Hanako Kuzuryu, una gal delincuente que sin embargo, detesta los abusos y acosos. El camino de Hodaka para ser aceptado por las chicas de Moteshiro bajo la protección de Hanako inicia.

## Publicación
Escrito e ilustrado por Toshinori Sogabe, Yankee JK Kuzuhana-chan comenzó su serialización el 19 de marzo de 2020 en la revista Shūkan Shōnen Champion de Akita Shoten. Akita Shoten recopila los capítulos en volúmenes tankōbon individuales. El primer volumen fue publicado el 6 de agosto de 2020, y hasta el momento la obra ha sido recopilada en quince volúmenes.
| Volúmenes de manga publicados | Volúmenes de manga publicados | Volúmenes de manga publicados |
| Número                        | Fecha de publicación          | ISBN                          |
| ----------------------------- | ----------------------------- | ----------------------------- |
| 1                             | 6 de agosto de 2020           | ISBN 978-4-253-22507-6        |
| 2                             | 8 de octubre de 2020          | ISBN 978-4-253-22509-0        |
| 3                             | 8 de diciembre de 2020        | ISBN 978-4-253-22510-6        |
| 4                             | 8 de marzo de 2021            | ISBN 978-4-253-22512-0        |
| 5                             | 7 de mayo de 2021             | ISBN 978-4-253-22513-7        |
| 6                             | 8 de julio de 2021            | ISBN 978-4-253-22628-8        |
| 7                             | 8 de octubre de 2021          | ISBN 978-4-253-22632-5        |
| 8                             | 8 de diciembre de 2021        | ISBN 978-4-253-22633-2        |
| 9                             | 8 de febrero de 2022          | ISBN 978-4-253-22634-9        |
| 10                            | 6 de mayo de 2022             | ISBN 978-4-253-22635-6        |
| 11                            | 8 de junio de 2022            | ISBN 978-4-253-22655-4        |
| 12                            | 8 de agosto de 2022           | ISBN 978-4-253-22665-3        |
| 13                            | 8 de noviembre de 2022        | ISBN 978-4-253-22868-8        |
| 14                            | 6 de enero de 2023            | ISBN 978-4-253-22869-5        |
| 15                            | 8 de marzo de 2023            | ISBN 978-4-253-22870-1        |
| 16                            | 8 de mayo de 2023             | ISBN 978-4-253-28401-1        |